# Jerry Afriyie

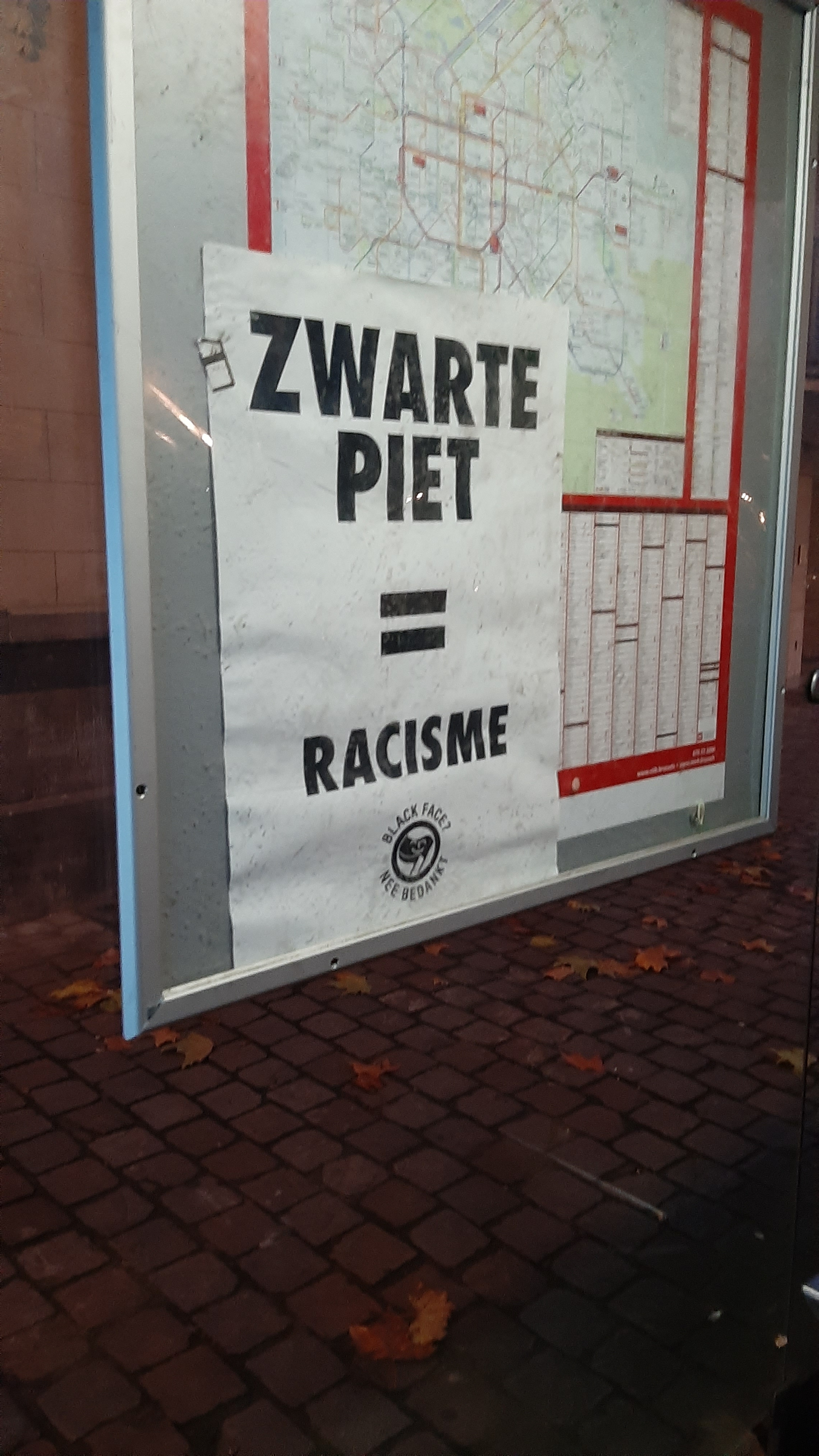
Poster met de tekst "Zwarte Piet = Racisme"

Jerry King Luther Afriyie (Bechem, Ghana, 30 april 1981) is een Nederlandse activist en leider van de actiegroep Kick Out Zwarte Piet. Daarnaast is hij coördinator en een van de oprichters van de Stichting Soul Rebel Movement. Onder de naam Kno'ledge Cesare treedt hij op als dichter en rapper. Hij geeft lezingen, optredens en gastlessen voor de stichting Nederland Wordt Beter, waar hij voorzitter van is.

## Levensloop
Afriyie is geboren in Bechem, Ghana, en is Ashanti. Zijn moeder was zestien jaar oud toen hij geboren werd, en zijn vader negentien. Zijn vader vertrok naar Nederland toen Afriyie drie jaar oud was, en Afriyie is deels bij zijn tantes en oma opgegroeid. Zijn ouders scheidden toen hij 11 jaar was. De vader van Afriyie haalde hem samen met zijn broertje naar Nederland, zijn moeder bleef in Ghana. In Nederland woonde Afriyie eerst vier jaar in Utrecht, daarna verhuisde het gezin naar Amsterdam-Zuidoost.
De eerste Sinterklaasintocht die hij zag was in Utrecht in 1993. Als kind hield hij naar eigen zeggen enorm van sinterklaas en de intochten maar werd uitgescholden voor vieze zwarte piet. Na de middelbare school trad hij op als dichter en rapper onder de artiestennaam Kno'ledge Cesare. Daarnaast werkte hij als beveiliger. Hij is oprichter van de non-profitorganisatie Soul Rebel Movement.

## Zwarte Piet Is Racisme
Zwarte Piet Is Racisme was een project van Afriyie en  Quinsy Gario (dichter, kunstenaar en activist) vanuit Stichting Nederland Wordt Beter. Bij dat project confronteerden Gario en Afriyie mensen met dit perspectief door in het openbaar T-shirts te dragen met de leus zwarte piet is racisme. De eerste keer dat Gario in het openbaar dat T-shirt droeg was op 1 juni 2011, in Theatercafé De Bastaard in Utrecht. Bij de landelijke intocht van Sinterklaas in Dordrecht op 12 november 2011 droegen Gario en Afriyie de T-shirts met de leus, waarna zij, Siri Venning en Steffi Weber gearresteerd werden. Dit kwam in het (internationale) nieuws. Gario en Afriyie dienden een klacht in bij de politie omdat zij zich beperkt voelden in hun vrijheid van meningsuiting.
Zwarte Piet is Racisme begon in 2014 samen met Stop Blackface en Zwarte Piet Niet met Kick Out Zwarte Piet. Gario is sindsdien niet meer betrokken bij de campagne.
Afriyie is tijdens zijn anti-Zwarte-Piet-demonstraties meermalen gearresteerd door de politie, te weten in 2011 in Dordrecht, in 2014 in Gouda en in 2016 in Rotterdam.
Voor het incident in Gouda moest Afriyie in 2016 voor de rechter verschijnen, waar hij werd vrijgesproken. Maar in het hoger beroep achtte de rechter het bewezen dat Afriyie zich met geweld heeft verzet tegen een brigadier van de politie Eenheid Den Haag. Ten gevolge van het geweld van Afriyie heeft de opsporingsambtenaar lichamelijk letsel opgelopen.
Afriyie werd veroordeeld tot een voorwaardelijke geldboete van 500 euro en tot een onvoorwaardelijke betaling van een schadevergoeding van 500 euro  voor de immateriële schade. Afriyie ging in cassatie tegen het Hoger Beroep, maar op 28 mei 2019 werd de uitspraak van het Hoger Beroep bevestigd door de Hoge Raad.

## Black Lives Matter
Naar aanleiding van de dood van George Floyd in de Amerikaanse stad Minneapolis op 25 mei 2020 vonden in juni 2020 wereldwijd verscheidene protesten plaats. Op 1 juni 2020 (Tweede Pinksterdag) organiseerde BlackLivesMatterNL, een initiatief van Black Queer & Trans Resistance Netherlands, Kick Out Zwarte Piet en Nederland Wordt Beter, een demonstratie op de Dam in Amsterdam naar aanleiding van de dood van George Floyd. Volgens de organisatoren was het een protest tegen ‘anti-zwart politiegeweld in de VS en Europa’ en tegen institutioneel racisme. Op de demonstratie kwamen naar schatting zo'n vijfduizend mensen af. Afriyie sprak op verschillende demonstraties en organiseerde demonstraties op de Dam en in de Bijlmer. Hij kwam in dezelfde maand groot in het nieuws na het ontvangen van een doodsbedreiging aan zijn gezin. De politie gaf aan de zaak hoog op te nemen.

## Zwart Manifest
In maart 2021 lanceerde de Nederlandse BLM-beweging het Zwart Manifest, met concrete voorstellen om institutioneel racisme aan te pakken en zwarte emancipatie in Nederland te bevorderen. Afriyie was een van de initiatiefnemers. Demissionaire ministers Wouter Koolmees (Sociale Zaken en Werkgelegenheid) en Kajsa Ollongren (Binnenlandse Zaken en Koninkrijksrelaties en vicepremier) namen het manifest in ontvangst op 10 juni 2021.

## Ander activisme
In een interview in februari 2009 gaf Jerry Afriyie aan dat hij vecht tegen zijn homofobie; "Ik merk dat ik nog steeds moeite heb om twee mannen te zien zoenen en af en toe de neiging heb om lesbische vrouwen te seksualiseren, in plaats van ze volwaardig en met respect te omarmen."
Afriyie is ook betrokken bij activisme tegen het geweld door Israël tegen Palestijnen. Op 14 mei 2020 sprak hij op het Museumplein in Amsterdam bij een demonstratie om de het Nederlandse standpunt ten opzichte van Israël te wijzigen.

## Privé
Afriyie woont in Amsterdam en heeft twee kinderen.